# Reus Transport
Reus Transport Públic S.A. és una empresa pública dedicada a l'explotació del transport públic urbà de Reus, Catalunya.

## Línies[1][calcitació]
| Línies | Origen             | Destí                                                                      | Dilluns a Divendres                                                                 | Dissabte al matí                                    | Dissabte a la tarda                                   | Diumenges i festius                                                                            |
| ------ | ------------------ | -------------------------------------------------------------------------- | ----------------------------------------------------------------------------------- | --------------------------------------------------- | ----------------------------------------------------- | ---------------------------------------------------------------------------------------------- |
| L-10   | Barri Montserrat   | Barri Gaudí                                                                | Cada 20 minuts (de 05:30 a 21:30 h.)                                                | Cada 20 minuts (de 05:30 a 12:30 h)                 | Cada 30 minuts (de 12:30 a 21:30h.)                   | Cada 60 minuts (de 09 a 13:00 i de 16:00 a 19:00)                                              |
| L-11   | Barri Montserrat   | Plaça de las Oques - Llibertat                                             | Cada 20 minuts (de 8.33 a 19.00 h.)                                                 | -                                                   | -                                                     | -                                                                                              |
| L-20   | Barri Immaculada   | Nou Hospital                                                               | Cada 20 minuts (de 05:20 a 22:23 h)                                                 | Cada 20 minuts (de 05:20 a 14:43)                   | Cada 40 minuts (de 15:18 a 22:23 h)                   | Cada 30 minuts. Intercalades amb expedicions només fins a Sant Bernat Calbó (de 05:08 a 22:20) |
| L-30   | Plaça de las Oques | Pelai                                                                      | Cada 20 minuts (de 05:50 a 21:37)                                                   | Cada 20 minuts (de 09:09 a 13:45)                   | Cada 20 minuts (de 17:05 a 19.45 h)                   | Cada 20 minuts.(de 09:09 a 13:45 i de 17:05 a 19:05)                                           |
| L-31   | Plaça de las Oques | Polígon Agro-Reus                                                          | Expedicions aïllades: 05:50 / 06:15 / 06:40 (08:40 / 12:40 / 15:15 / 17:50 / 18:40) | -                                                   | -                                                     | -                                                                                              |
| L-32   | Plaça de las Oques | Cementiri                                                                  | Expedicions a les 15.45 i 16.45 h.                                                  | Expedicions a les 10.25 i 11.25 h.                  | -                                                     | Expedicions a les 10.25 i 11.25 h.                                                             |
| L-33   | Plaça de las Oques | Urb. El Pinar                                                              | Expedicions aïllades: 07:20 / 12:20 / 13:50 / 17:30 / 19:50 / 20:50                 | Expedicions aïllades: 09:45 / 12:25                 | Expedicions aïllades: 16:45 / 19:25                   | Expedicions aïllades: 09:45 / 12:25 / 16:45 / 19:25                                            |
| L-40   | Sant Bernat Calbó  | IES Gabriel i Ferrater - IES Domènech i Montaner                           | Única expedició a les 7.47 h.                                                       | -                                                   | -                                                     | -                                                                                              |
| L-41   | Barri Sol-i-Vista  | IES Gabriel i Ferrater - IES Gaudí/Mas Carandell - IES Domènech i Montaner | Única expedició a les 7.30 h.                                                       | -                                                   | -                                                     | -                                                                                              |
| L-42   | Plaça de les Oques | IES Gabriel i Ferrater - IES Domènech i Montaner                           | Expedicions a les 8:00 i 14.45 h.                                                   | -                                                   | -                                                     | -                                                                                              |
| L-50   | Aeroport de Reus   | Estació d'autobusos - Estació de trens - Centre de ciutat                  | Cada 60 minuts (aproximadament) (de 07:25 a 21:15 h)                                | Cada 70 minuts (aproximadament) (de 09:33 a 14:00h) | Cada 70 minuts (aproximandament) (de 16:30 a 19:15 h) | Cada 70 minuts (aproximadament) (de 09:33 a 14:00 y de 16:30 a 19:15 h)                        |
| L-60   | Nou Hospital       | Plaça de les Oques                                                         | Cada 20 minuts (de 06:28 a 19:13)                                                   | -                                                   | -                                                     | -                                                                                              |

1. ↑  «Guia amb els horaris».
2. ↑  Diumenges no es realitzen serveis de 14 a 16 h.
3. ↑  Aquesta línia s'intercala amb la L-31, L-32, L-33 i L-42. En aquests moments perd la freqüència mentrestant dura el recorregut de l'altra línia.
4. ↑  A les 10 i las 11 h. perd aquesta freqüència per a fer una expedició de la L-32
5. ↑  A les 10 i les 11 h. perd aquesta freqüència per a fer una expedició de la L-32

## Línies Especials[calcitació]
- L-34 (color verd): Servei especial Futbol. Plaça de les Oques - Estadi Municipal. Del 2016 al 2019, la L-34 feia servei directe a l'estadi de futbol pels partits del CFReus Deportiu. Amb la desaparició del club i la finalització dels partits, la L-34 va deixar de funcionar. (actualment fora de servei)
- L-35 (color verd): Servei especial Tots Sants. Plaça de les Oques - Cementiri. Inicia el seu recorregut a la pl. de les Oques, baixant pels passejos, l'estació d'autobusos, pujant la riera i d'allà passa pels Jutjats per acabar al Cementiri. La tornada la fa en ordre invers.
- L-36 (color verd pastel): Servei especial Tots Sants. Parquings dissuassoris - Cementiri. Servei de bus llançadora els anys 2019 i 2020. El 2021 aquesta les parades d'aquesta línia van quedar integrades a la L-35. (actualment fora de servei)
- L-70 (color verd festuc): Bus Nocturn. Plaça de les Oques - Principals espais d'oci nocturn. Línia en servei només durant el 2008. (actualment sense servei)
- L-72 (color negre): Bus Nocturn. Plaça de les Oques - Noovo (discoteca). De les Oques anava fins al polígon Dyna per carrer St Joan, Ravals i Camí de Valls fins al carrer Sabadell. La tornada la feia per avinguda Marià Fortuny, Parc de St. Jordi, Niloga, Renfe i Oques. En servei només el 2011. (actualment fora de servei)
- L-80 (color grana): Servei especial EXPO-REUS. Plaça de la Llibertat - Fira de Reus. Es va crear per poder acostar la gent a la ubicació provisional de la Fira de Reus a l'avinguda del Comerç. Ara connecta amb l'edifici de FiraReus al Tecnoparc. En un recorregut igual d'anada i tornada ajunta la pl. de la Llibertat amb el Tecnoparc a través de la Riera i l'avinguda Bellisens.
- L-81 (color blau clar fluorescent): Servei especial Parc de Nadal. Plaça de la Llibertat - Parc de Nadal. Es va crear per poder acostar la gent a la ubicació provisional de la Fira de Reus a l'avinguda del Comerç. Ara connecta amb l'edifici de FiraReus al Tecnoparc. En un recorregut igual d'anada i tornada ajunta la pl. de la Llibertat amb el Tecnoparc a través de la Riera i l'avinguda Bellisens.
- L-Cap d'Any 1: Servei especial Nit de Cap d'any. Renfe - Llibertat - Riera - Pavelló Olímpic. L'any 2018 es va crear aquesta línia especial per la gent que volia anar a la revetlla de la nit de Cap d'Any al Pavelló Olímpic. (actualment fora de servei)
- L-Cap d'any 2: Servei especial Nit de Cap d'any. Renfe - Oques - Passejos - Pavelló Olímpic. L'any 2018 es va crear aquesta línia especial per la gent que vllia anar a la revetlla de la nit de Cap d'any al Pavellò Olímpic. (actualment fora de servei)